# El brillo de mis ojos
El brillo de mis ojos es el tercer álbum de estudio del cantante de música cristiana Jesús Adrián Romero. Fue lanzado el 26 de marzo de 2010 por Vástago Producciones. Su primer sencillo, «El brillo de mis ojos», tuvo una respuesta positiva por parte del público en general, y del mismo se desprendieron tres sencillos más: «Jesús», a dueto con el cantante español Marcos Vidal, «Sólo el eco», y «Tu bandera».

## Antecedentes
Meses antes del lanzamiento al mercado del álbum, se difundieron rumores en internet sobre la posible grabación de un nuevo disco por Romero y desde entonces muchos datos comenzaron aparecer en la red, incluyendo el título del álbum y fotos con el set de filmación del sencillo «Sólo el eco».

## Contenido
Gran parte del contenido del álbum, como en cada producción de Romero, contiene música acústica e instrumental centrada en narrar las emociones y pensamientos del cantante respecto a su vida cristiana, con la cual cualquier individuo puede identificarse.
Respecto al título del álbum, Romero comenta que viene de una metáfora basada en un encuentro con Dios. A la vez es una referencia a las frases utilizadas por Jesús de Nazaret en el Evangelio de Juan donde declara ser la luz del mundo y la esperanza para los perdidos.

## Lista de canciones
| N.º | Título                     | Duración |  |
| 1.  | «El brillo de mis ojos»    | 3:30     |  |
| 2.  | «Sólo el eco»              | 3:28     |  |
| 3.  | «Jesús» (con Marcos Vidal) | 3:46     |  |
| 4.  | «Quizá»                    | 4:06     |  |
| 5.  | «Escalera con las nubes»   | 3:59     |  |
| 6.  | «Eres mi padre»            | 3:27     |  |
| 7.  | «Crece más mi amor por ti» | 3:10     |  |
| 8.  | «Algo más»                 | 4:01     |  |
| 9.  | «Cerca de Jesús»           | 3:33     |  |
| 10. | «Sobre tu regazo»          | 3:51     |  |
| 11. | «Leche y miel»             | 3:03     |  |
| 12. | «Tu bandera»               | 3:17     |  |

## Videos musicales y sencillos

### El brillo de mis ojos
Es el primer tema del disco y que da nombre al álbum. Fue producido por Vástago Producciones. El principal tema de la canción es la relación que hay entre Dios y el siervo leal: el cristiano. Además, Romero es protagonista e intérprete junto a sus músicos mientras que la producción del videoclip va en un fondo blanco y negro y color.

### Sólo el eco
Es el segundo sencillo del disco y el primer tema en filmar y estrenar videoclip del álbum.. La canción habla sobre la aflicción y melancolía que un cristiano sufre al perder la comunión con Dios. Al mismo tiempo, Romero y sus músicos aparecen como protagonistas del videoclip. 

### Jesús
Es el tercer sencillo y videoclip del álbum. Es el tema que más expectativas ha sembrado y el único tema del disco que Romero comparte créditos con otro artista: Marcos Vidal, con un ritmo peculiar nativo de España.

### Cerca de Jesús
Es el cuarto sencillo y videoclip del álbum. Jesús Adrián Romero interpreta el tema con un niño en sus brazos. El tema a tratar es sobre la cercanía que el cristiano debe tener con Dios en cada parte de su vida.

### Tu bandera
Es el quinto sencillo y videoclip del álbum. Jesús Adrián Romero interpreta el tema junto a sus músicos en las calles de Bogotá, Colombia. La canción habla sobre la vida del cristiano cuando se siente confundido y de repente, ve algo que recuerda el gran amor de Dios.

## Premios y nominaciones

### Premios AMCL
| Año  | Trabajo nominado           | Categoría                          | Resultado |
| ---- | -------------------------- | ---------------------------------- | --------- |
| 2010 | Jesús Adrián Romero        | Artista del año                    | Nominado  |
| 2010 | «El brillo de mis ojos»    | Canción del año                    | Nominado  |
| 2010 | El brillo de mis ojos      | Álbum del año                      | Nominado  |
| 2010 | El brillo de mis ojos      | Videoclip del año                  | Nominado  |
| 2010 | Sólo el eco                | Videoclip del año                  | Nominado  |
| 2010 | Tu bandera                 | Videoclip del año                  | Nominado  |
| 2010 | Kiko Cibrian               | Productor del año                  | Nominado  |
| 2010 | El brillo de mis ojos      | Calidad sonora de álbum del año    | Nominado  |
| 2010 | El brillo de mis ojos      | Composición del año                | Nominado  |
| 2010 | El brillo de mis ojos      | Tour del año                       | Ganador   |
| 2010 | «El brillo de mis ojos»    | Canción promocional del año        | Nominado  |
| 2010 | «Leche y miel»             | Canción secundaria del año         | Nominado  |
| 2010 | «Jesús» (con Marcos Vidal) | Intervención musical del año       | Nominado  |
| 2010 | El brillo de mis ojos      | Diseño de portada de álbum del año | Nominado  |

## Personal
- Michael Rodríguez Luna - Piano, Director musical, Productor musical
- Daniel Fraire - Guitarra acústica
- Pedro Marín - Bajo
- Misael Blanco - Batería
- Luis Fernando Ramírez - Guitarra eléctrica y voces de fondo
- Roberto Serrano - Percusión